# Reuzenkoekoek
De reuzenkoekoek (Scythrops novaehollandiae) is een vogel uit de familie Cuculidae (koekoeken).

## Verspreiding en leefgebied
Deze soort komt voor in Australië en een deel van Indonesië en telt drie ondersoorten:
- S. n. fordi: Sulawesi, de Banggai-eilanden en Tukangbesi-eilanden.
- S. n. novaehollandiae: Flores en Sumba, Buru,  noordelijk en oostelijk Australië.
- S. n. schoddei: de Bismarck-archipel.